# 504 Cora
504 Cora је астероид главног астероидног појаса са пречником од приближно 30,02 km.
Афел астероида је на удаљености од 3,314 астрономских јединица (АЈ) од Сунца, а перихел на 2,125 АЈ.
Ексцентрицитет орбите износи 0,218, инклинација (нагиб) орбите у односу на раван еклиптике 12,891 степени, а орбитални период износи 1638,316 дана (4,485 године).
Апсолутна магнитуда астероида је 9,40 а геометријски албедо 0,340.
Астероид је откривен 30. јуна 1902. године.